# Nalcsik
Nalcsik város Dél-Oroszország kaukázusi régiójában; Kabard- és Balkárföld fővárosa. A Kaukázus hegység vonulatai között fekszik 550 méter magasan. 131 négyzetkilométeres területen terül el. 	

## Történelme
Nalcsik területén 1743-ig kabardok és balkárok éltek; a modern város történetírása a korai 19. századig nyúlik vissza, amikor a terjeszkedő Orosz Birodalom egy erődöt állított rajta, aminek a dátumát megtalálni Nalcsik címerében is. A második világháború alatt német és román megszállás alatt volt 1942. október 28. és 1943. január 3. között.
Nalcsikot Oroszország második legtisztább városának választották 2003-ban.

## Népesség
- 2002-ben 274 974 lakosa volt, melyből 130 121 kabard (47,3%), 87 444 orosz (31,8%), 31 308 balkár (11,4%), 5 188 oszét (1,9%), 2 874 ukrán (1%), 1 148 zsidó (0,4%).
- 2010-ben 240 203 lakosa volt, melyből 118 300 kabard (49,5%), 69 106 orosz (28,9%), 29 212 balkár (12,2%), 4 905 oszét (2,1%), 1 932 ukrán (0,8%), 1 793 örmény, 1 595 cserkesz, 1 320 csecsen, 1 072 grúz, 909 tatár, 899 ingus, 776 zsidó stb.[2]

## Híres szülöttei
- Osman Mazukabzov
- Jurij Tyemirkanov
- Jefrem Amiramov
- Andrej Kolkoutine
- Eldar Kuliev
- Alim Kouliev
- Azamat Kuliev
- Katya Lel
- Vlagyimir Georgijevics Beljajev (1939–2001) labdarúgó
- Andrej Lefler
- Arsen Somahov

## Testvérvárosai
- Ammán, Jordánia
- Kayseri, Törökország
- Reno, (Nevada), USA
- Vlagyikavkaz, Oroszország

## Éghajlata
- Tél (Átlagként véve Januárt): −4 °C
- Tavasz (Átlagként véve Áprilist): 8 °C
- Nyár (Átlagként véve Júliust): 23 °C
- Ősz (Átlagként véve Októbert): 12 °C